# Stauroma cephalotum
Stauroma cephalotum är en kvalsterart som beskrevs av Grandjean 1966. Stauroma cephalotum ingår i släktet Stauroma och familjen Staurobatidae. Inga underarter finns listade i Catalogue of Life.